# Szopot
Szopot (bolgár nyelven Сопот), város Bulgária középső részén, az azonos nevű község közigazgatási központja.
Szopot a leghíresebb bolgár író és a bolgár nemzeti megújulás aktivistájának, Ivan Vazovnak a szülőhelye. Szopot a gépgyártás központja.

## Fekvése
Karlovótól 5 kilométerre nyugatra, a Rózsavölgy keleti részén fekvő település. Szófiától 136 kilométerre keletre, Plovdivtól 63 kilométerre északra, Trojantól 61 kilométerre délre fekszik.

## Nevének eredete
A Szopot helynév Konstantin Jireček szerint protoszláv eredetű, mivel a szláv világban számos helység viseli a Szopot helynevet. A Szopot név az ószláv szopot szóból származik, amelynek jelentése "mesterséges vízcsatorna". A városban ma is 27 állandóan folyó vízforrás található, amelyek egy vízcsatornát tápláltak.

## Földrajza
A déli Balkán-hegység, más néven Trojanski Balkán lábánál, a Sztruma folyó  völgyében, 410 méteres magasságban fekszik. 
Szopot városán kívül csak Anevo falu tartozik Szopot községhez.

## Történelme

### Korai történelem és ókor
Szopotnak, mint településnek a története körülbelül 3000 évvel ezelőtt kezdődött. Régészeti bizonyítékai a korai vaskorból, a Hallstatt-korból (Kr. e. 800-475) származnak, de feltételezhetően a szopoti településtörténet még régebbi lehet, mivel Szopottól mindössze hét kilométerre fekvő Dabene (bulgár nyelven: Дъбене) faluban rézkorból származó nyomokat és aranykincset találtak, a hely után Baden-péceli kultúra néven említve. Ez a kincslelet (2005/2006) a bronzkorból származik és több mint 4000 éves. Tartalmaz 15 000 darab aranyat, valamint aranyport, ami akkoriban rendkívül ritka lelet volt, több mint 500 apró aranygyűrűt és egy platina-arany ötvözetből készült tőrt.
Eleinte legalább három település volt a mai város területén. Ezt támasztják alá a trák uralkodók, II. és III. szeuthesz, II. Philipposz makedón király, III. Alexandrosz makedón király, III. Philipposz makedón király és Lüszimakhosz trák uralkodó érméinek felfedezései.
A bronzérmék mellett ezüstérméket is találtak, például névleges tetradrachmákat.
A következő évszázadokban sem volt megszakítás a településtörténetben, amint azt a városban és környékén talált régészeti leletek is mutatják. A mai városközpont alatt hatalmas római kori romok fekszenek. Ilyen romok találhatók Kajrjaka környékén is. Ezek az úgynevezett Triagalnika erőd ("a háromszög") romjai. Ennek alaprajza egy egyenlő oldalú háromszög volt.
Ebből az időszakból származik egy római kori nekropolisz is, amelyet 1988-ban fedeztek fel a város határában. A nekropoliszban talált érmék és leletek a Kr. u. 2-5. századra datálhatók.

### Bolgár-bizánci középkor

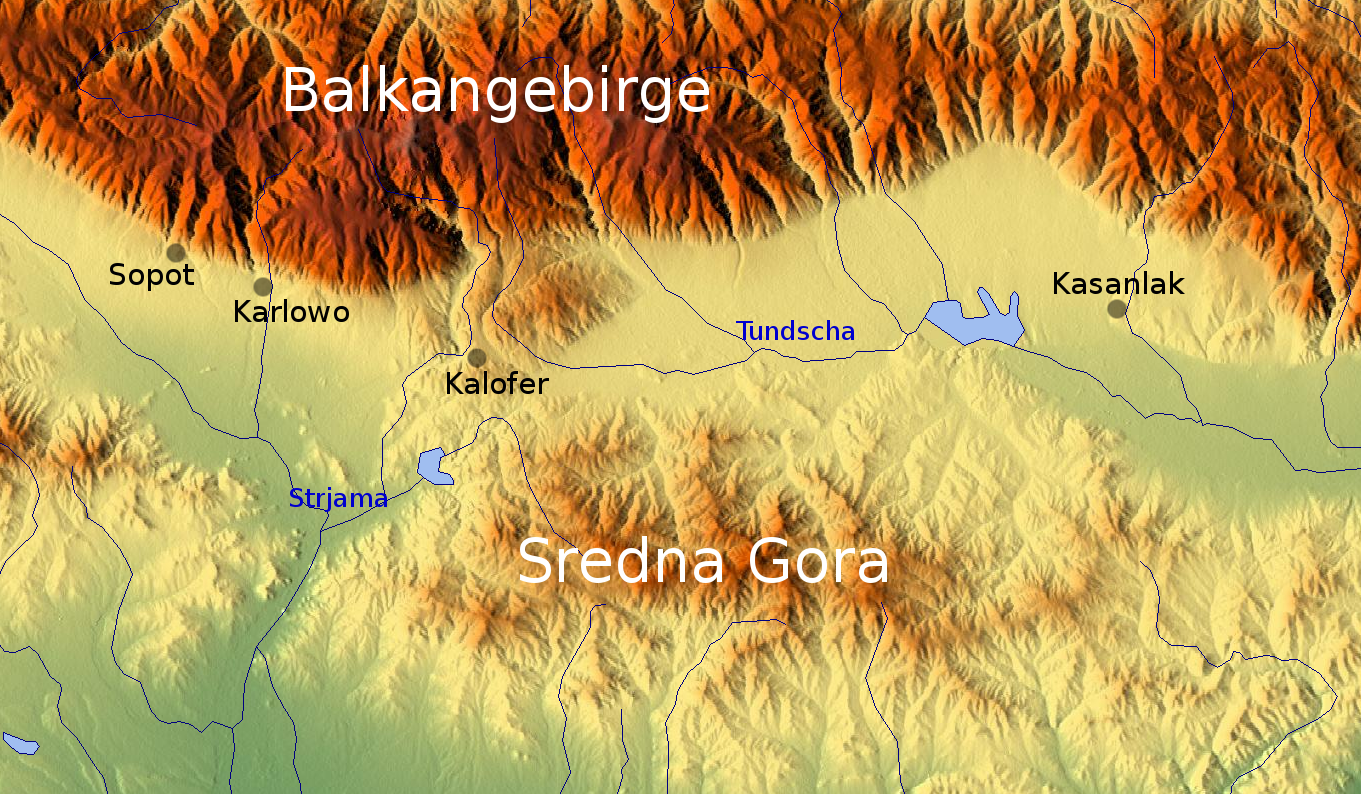
Szopot elhelyezkedése a térképen

A gótok inváziója után a település kelet felé, Sveta Troitsa területére költözött, ahol Zénon és I. Anasztasziosz bizánci császár idejéből származó érméket és leleteket találtak.
Az itteni település a 9-10. századig tartott. Itt egy kolostor nyomait is megtalálták. Ezek valószínűleg a mai Wasnesenie Christowo ("Krisztus feltámadása") férfikolostor elődjétől származnak.
A 10-11. században a települést és a kolostort a mai helyére helyezték át. Azóta itt állt a Sweta Bogorodiza (Felső templom), amelyet mára kápolnává alakítottak át. 
A lakosság egy része a régi település helyén, a mai Sveta Troitsa városrészben maradt, míg egy másik része az Anevsko Kale erőd lábánál telepedett le. Így alakult ki a középkori Kopsis három központi városrésze, amely a bizánci krónikások: Georgios Pachymeres és Johannes Kantakuzenos szerint a Szmilec, Wojsil és Radoslaw testvérek birtokainak fő települése volt. Más források azonban Kran-t említik. Közülük Szmilec a bolgár cárok trónjára lépett, és 1292-től 1298-ig uralkodott.
A bizánci krónikákban említett Kopsis városnév az ószláv Szopot név pontos görög megfelelője volt.
Az oszmánok, akik a 14. század végén elfoglalták a várost, Usun Schechirnek (jelentése "hosszú város") nevezték el, mivel a három városrész több mint 10 kilométer hosszan húzódik. Mivel a város heves ellenállást tanúsított az oszmánok ellen, az alapjaiig lerombolták.

### Oszmán uralom

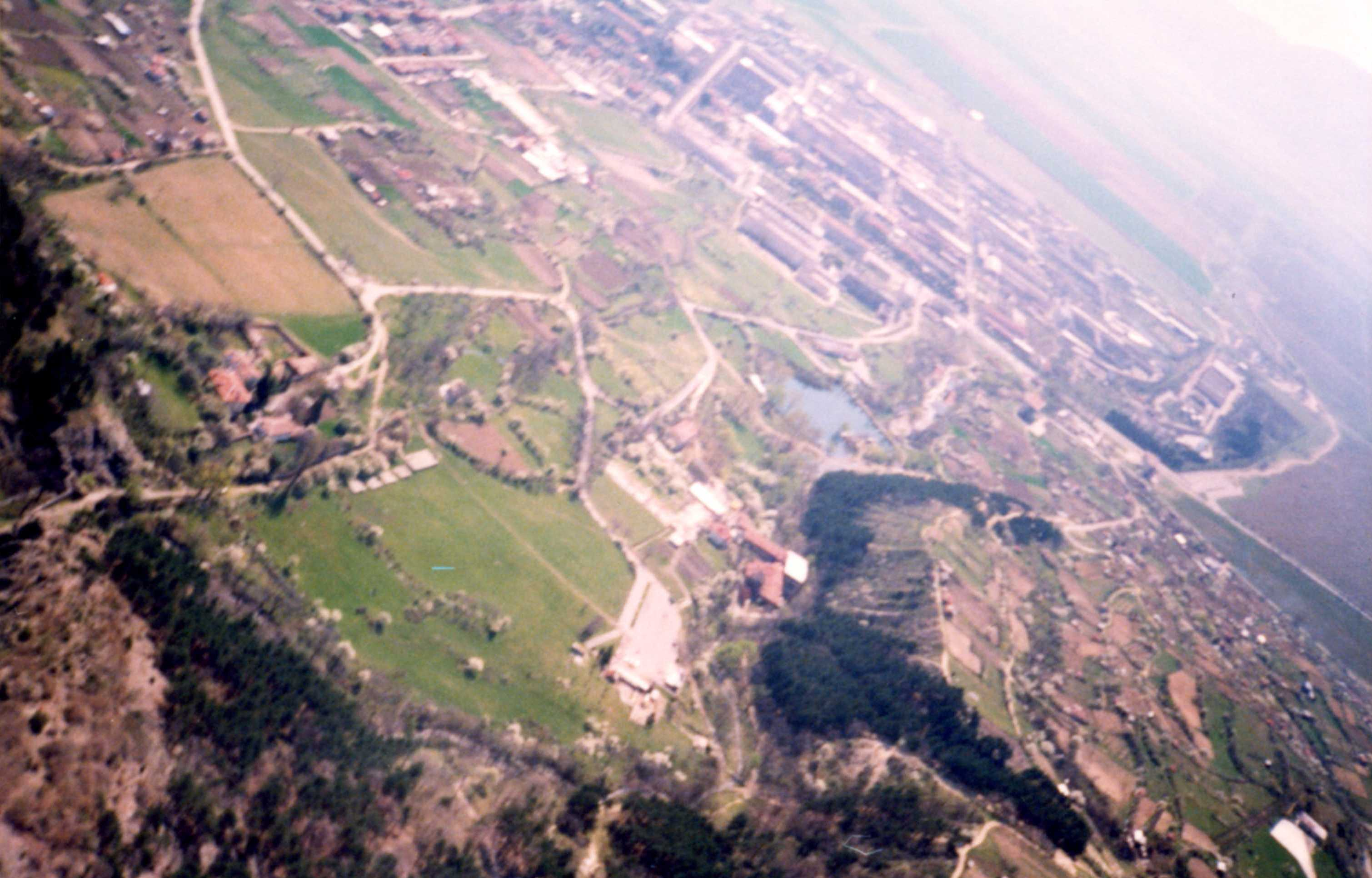
Szopot légifelvételről

Az oszmánok a váris elpusztítása után, 1483-ban a közelben, Szucsiza falu területén megalapították Karlovo városát, hogy Nachija közigazgatási központjává fejlesszék. Az ebből az időszakból származó Kurszum-mecset ma is Karlovo központjában áll.
A bolgár lakosság azonban továbbra is használta a Szopot nevet, amint az az egyházi anyakönyvek fennmaradt másolataiból kiderül, amelyek közül a legkorábbi 1585-ből származik.

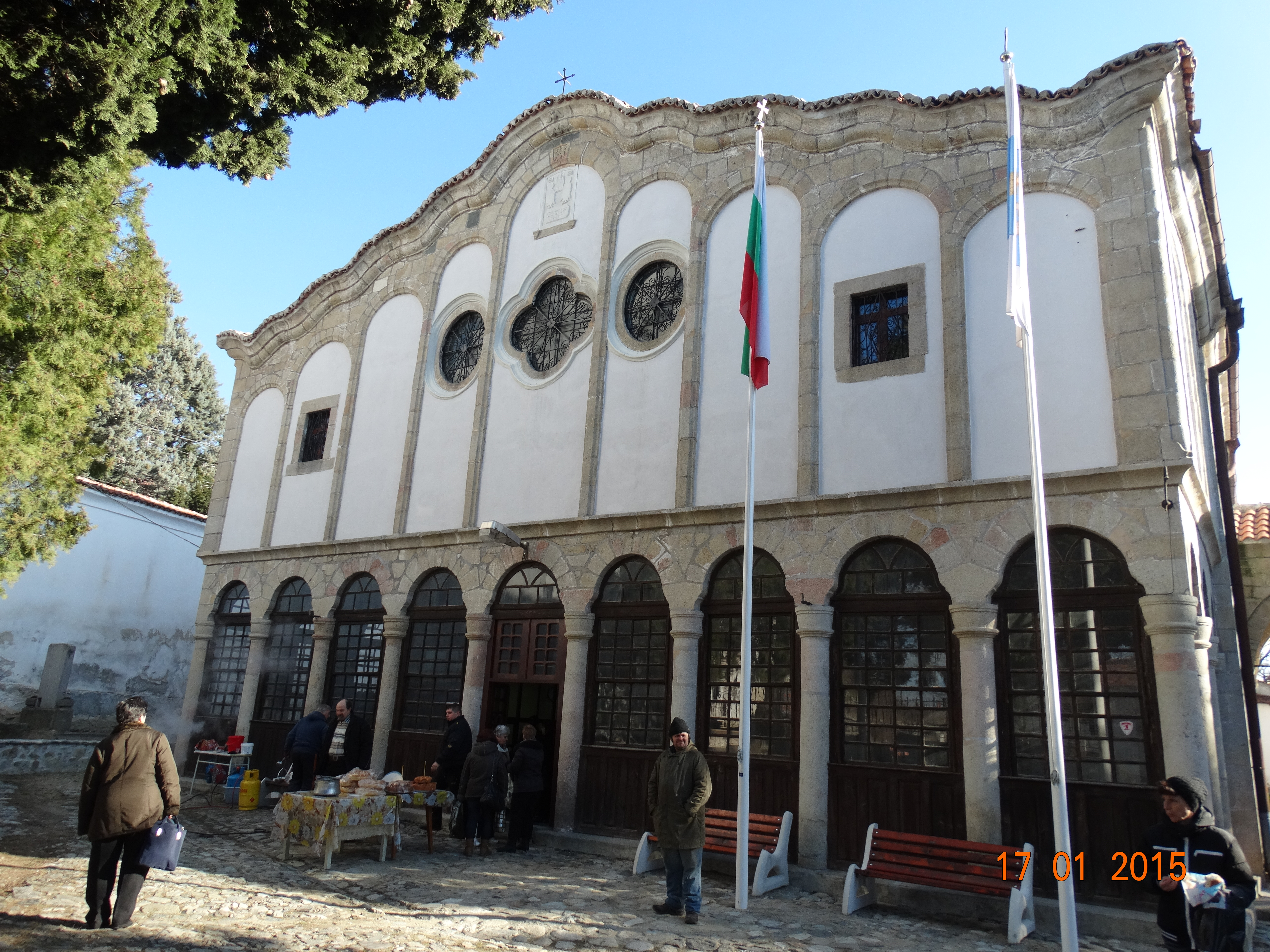
Szt. Péter és Pál templom, Szopot

1665-ben Susana apáca megalapította a Wawedenie Bogoroditschno (bolgárul: Въведение Богородично) női kolostort. 

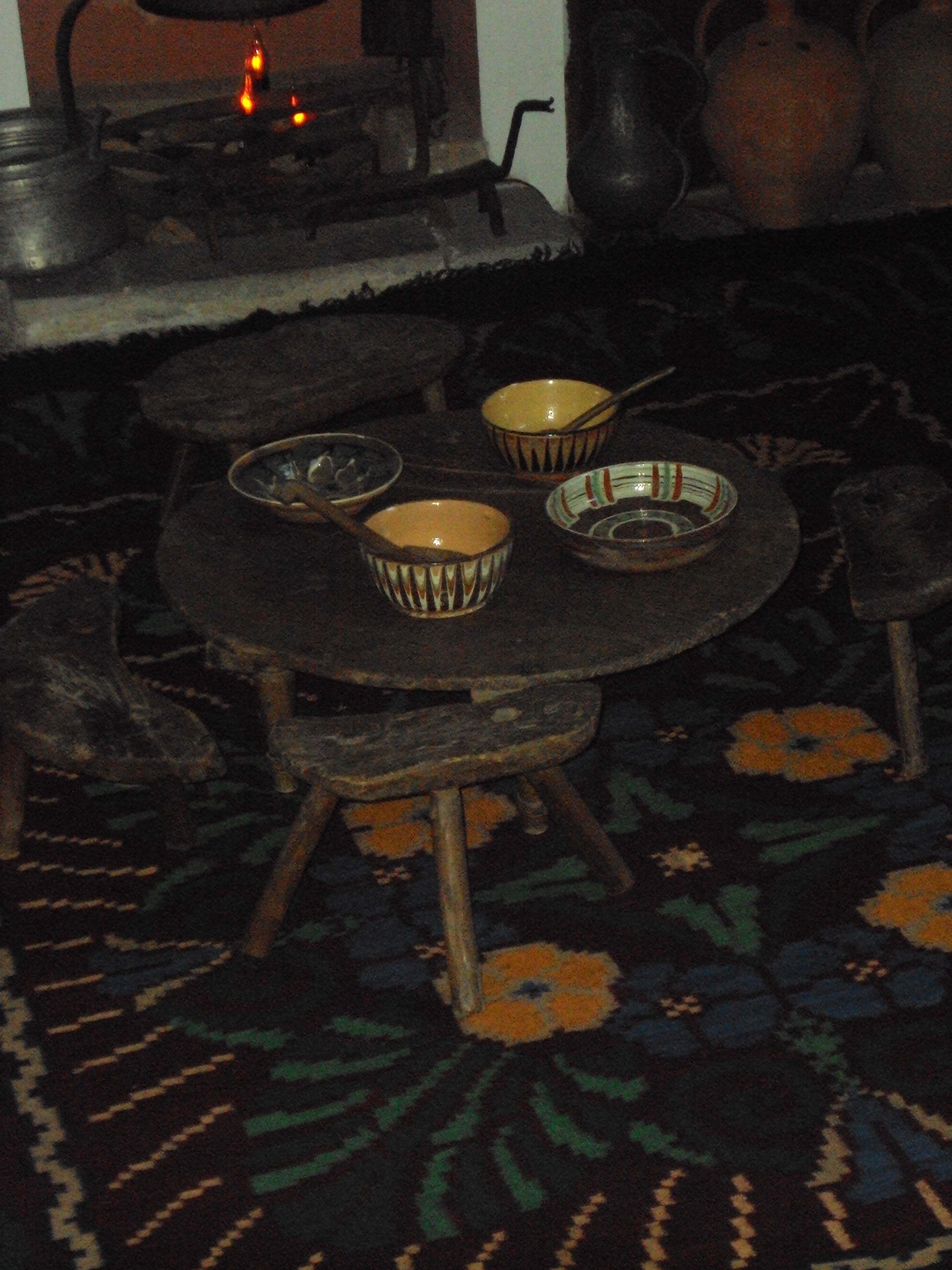
Ivan Vaszov múzeum, Szopot

A 16. század közepétől a Svera Bogoroditsa templomban kolostori iskola és scriptorium működött. Az egyházi könyvek mellett itt másolták Damaskini, Damaskenosz Studitész görög püspök prédikációinak gyűjteményét is. A Damaskenos-iskola a 19. század első feléig létezett. A mai napig öt Damaskini ismert, amelyek Szopotból származnak.
Szopotot 1794-ben, 1800-ban és 1807-ben kardzsali rablóbandák (1792–1804) felgyújtották és elpusztították. E bandák vezetői Chasan Okjusdschioglu, Stojan Indscheto és végül Emin Aga Baltal voltak. Emin Aga utolsó, 1807-es támadása különösen pusztító volt, amelynek során a lakosság nagy része a Balkán-hegység különböző déli és északi városaiba vándorolt, mint például Karlovo, Teteven, Etropole, Sevlievo, sőt, még Waláchiába (Brașov, Galați, Bukarest) is.
A következő évtizedekben Szopot gazdasági fellendülésnek indult. Több mint 30 különböző szakmát telepítettek ide. Ezek közé tartozott az üveggyártás (már a 16. században) és a késgyártás. A fejlődő háziipar miatt a várost ebben az időben Gerdschik Szopotnak ("Szép Szopot") és Kücsük Manchester ("Kis Manchester") is nevezték. A Szopotban gyártott gyapjúzoknikat egészen Bosznia-Hercegovináig exportálták. Ez tette lehetővé, hogy az önkormányzat 1836-ban megnyitotta a harmadik "új bolgár iskolát" Bulgáriában. A bolgár újjászületés (18–19. század) idején Szopotot "Arany-Szopotnak" nevezték, mivel a kézművesség és a kereskedelem virágzott. Szopot lakói otthon fontak és szőttek, kiváló minőségű bőröket és bőröket állítottak elő, és kereskedtek, főként az Oszmán Birodalmon belül.
A bolgár nemzeti megújulás korának egyik legnagyobb bolgár temploma 1845 és 1846 között épült Szopotban - a Sveti Apostoli Petar i Pavel (Alsótemplom), amelyet brazigovói építőmesterek építettek. 1850-ben leányiskolát alapítottak, amelyet 1874-ben négyosztályos iskolává alakítottak át. 1870-ben épült a Chitalischte.
Szopot fontos központ volt Vaszil Levszki munkásságában. Ignatii néven 1858. november 24-én (a régi naptár szerint) vették fel szerzetesnek a Szveti Szpasz (Vasnesenie Christovo) kolostorban. Itt alapította Levszki 1869-ben Bulgária egyik első forradalmi bizottságát.
Szopot az orosz-oszmán háború (1877-1878) lángjaiban pusztult el. A várost 1877-ben felgyújtották, a lakosságot pedig megölték vagy elűzték. A 6000 fős lakosságból hat hónap alatt több mint 900-at ölt meg vagy hurcolt el az éhség, a nélkülözés és a betegségek, egészen a város végleges, második felszabadulásáig, 1878. január 1-jén (a régi naptár szerint). 1950 és 1965 között a város neve Wasowgrad (Вазовград) volt, majd újra átnevezték Szopotra.

## Gazdasága
A Rózsavölgyben fekvő Szopot térségében nagy mennyiségben termesztenek rózsát rózsaolaj előállítása céljából. 
További fontos vállalkozások:
- Wasowsche Maschinenbau-Fabrik, egy fegyvergyártó vállalat.
- golyóscsapágygyár, amely 2002 óta az SKF-hez tartozik,
- Pepper Modna Industrija (varróipar).

## Nevezetességek
- "Vavedenie bogorodichno" női kolostor (1665-ből),
- Ivan Vasov Múzeumház
- "Sveti Spas" kolostor és a sopoti "Waswesenie Gospodina" férfikolostor (jelenlegi formájában 1879 óta).
- Anewsko Kale (erődítmény a 13-15. századból).
- Balkán-hegységben a Nesabravka hegyi hüttéhez vezető ülőfelvonó középső állomása a Potschiwaloto területén, 1389 méteres magasságban található. Jó kiindulópont siklóernyőzéshez. Sopotban minden évben nemzetközi siklóernyős versenyt rendeznek.

## Itt születtek, itt éltek

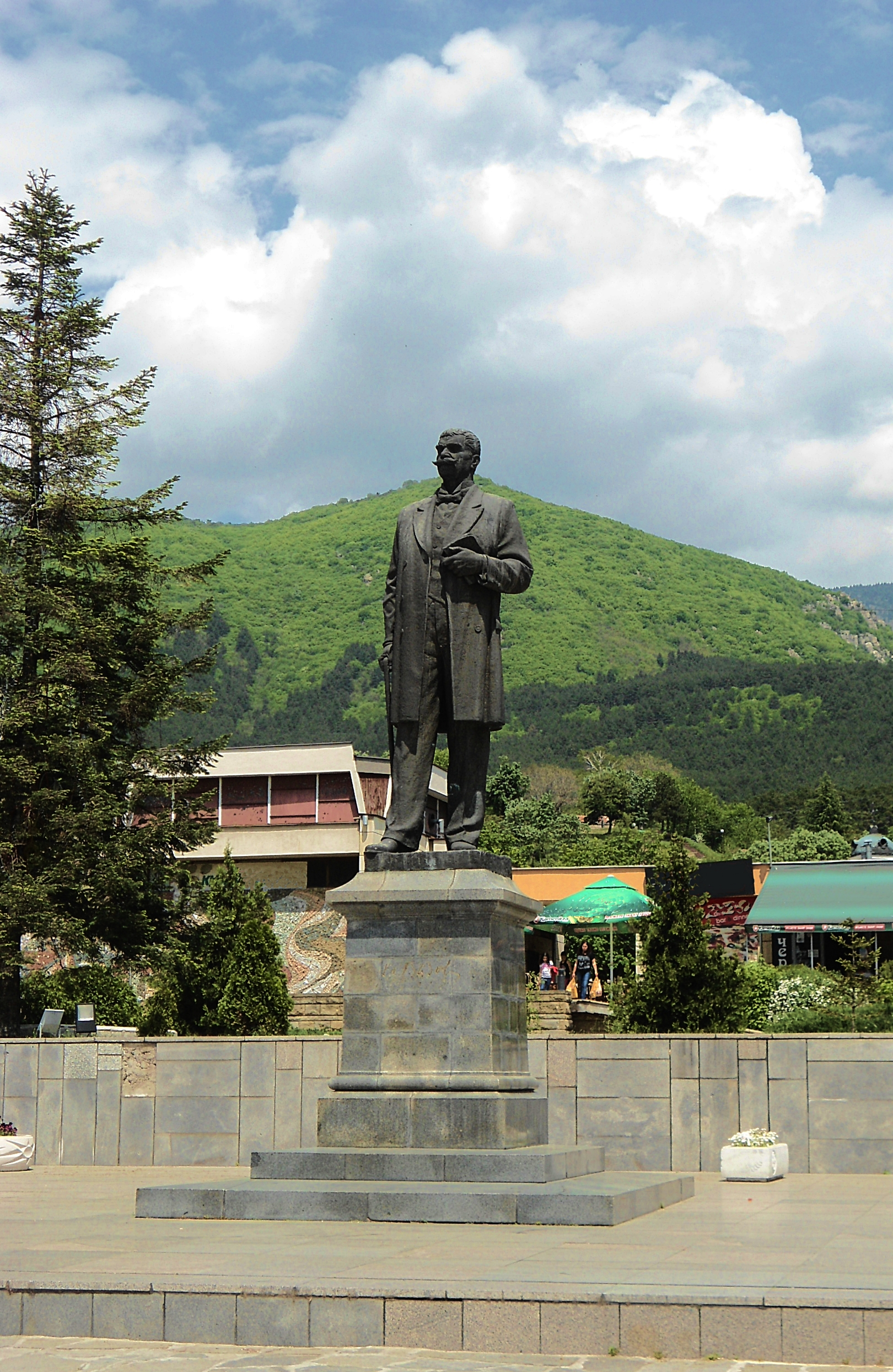
Ivan Vazov szobra Szopotban

- Ivan Vazov (1850–1921), történész, író, politikus, a bolgár nemzeti megújulás egyik aktivistája.

## Fordítás
Ez a szócikk részben vagy egészben  a   Sopot (Bulgarien) című német Wikipédia-szócikk fordításán alapul.  Az eredeti cikk szerkesztőit annak laptörténete sorolja fel. Ez a jelzés csupán a megfogalmazás eredetét és a szerzői jogokat jelzi, nem szolgál a cikkben szereplő információk forrásmegjelöléseként.